# Kamerun na Mistrzostwach Świata w Lekkoatletyce 2015
Kamerun na Mistrzostwach Świata w Lekkoatletyce 2015 – reprezentacja Kamerunu podczas Mistrzostw Świata w Pekinie liczyła 2 zawodniczki, które nie zdobyły medalu.

## Występy reprezentantów Kamerunu
| Konkurencja           | Zawodnik                | Eliminacje | Eliminacje | Finał    | Finał   |
| Konkurencja           | Zawodnik                | Rezultat   | Pozycja    | Rezultat | Pozycja |
| --------------------- | ----------------------- | ---------- | ---------- | -------- | ------- |
| Pchnięcie kulą kobiet | Auriol Dongmo Mekemnan  | 16,85 (NR) | 20.        | NQ       | NQ      |
| Trójskok kobiet       | Joelle Mbumi Nkouindjin | 13,06      | 26.        | NQ       | NQ      |